# Kelvin

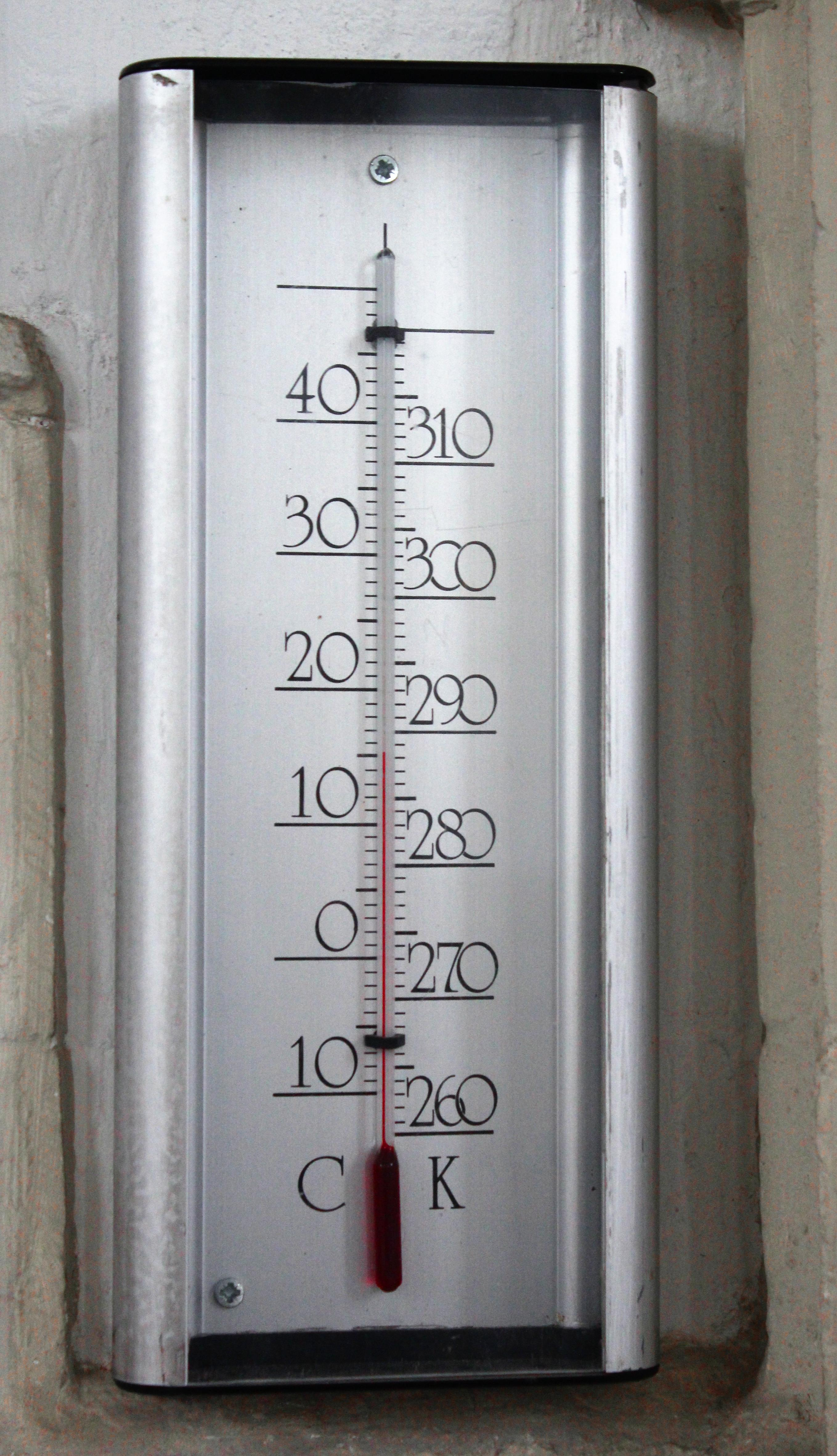
Termómetro con escalas en grados Celsius y kelvin

El kelvin (símbolo: K), antes llamado grado Kelvin, es la unidad de temperatura de la escala creada en 1848 por William Thomson, primer barón de Kelvin, sobre la base del grado Celsius, estableciendo el punto cero en el cero absoluto (−273.15 °C) y conservando la misma dimensión. A sus 24 años, Kelvin introdujo la escala de temperatura termodinámica, cuya unidad fue nombrada en su honor en 1968.
Es una de las unidades básicas del Sistema Internacional de Unidades. Desde la 26.ª Conferencia General de Pesos y Medidas, celebrada en noviembre de 2018, se define a partir de la constante de Boltzmann, a la que se ha dado un valor numérico exacto, sin incertidumbre.
Se define al fijar el valor numérico de la constante de Boltzmann, k, en 1.380 649 × 10−23, cuando se expresa en la unidad J·K−1, igual a kg·m2·s-2·K−1, donde el kilogramo, el metro y el segundo se definen en función de h, c y ΔνCs.
De la relación exacta k = 1.380 649 × 10−23 kg·m2·s−2·K−1 se obtiene la expresión para el kelvin en función de las constantes k, h y ΔνCs:
{\displaystyle 1{\text{K}}={\frac {1.380\,649\times 10^{-23}}{(6.626\,070\,15\times 10^{-34})(9\,192\,631\,770)}}\ {\frac {h\ \Delta \nu _{\text{Cs}}}{k}}\approx 2.266\,665\,3\ {\frac {h\ \Delta \nu _{\text{Cs}}}{k}}}
El efecto de esta definición es que el kelvin es igual a la variación de temperatura termodinámica que da lugar a una variación de energía térmica  kT de 1.380 649 × 10−23 J.
Anteriormente se definía el kelvin como la fracción 1273.16 de la temperatura termodinámica del punto triple del agua. Se representa con la letra K, nunca «°K», pues actualmente su nombre no es el de «grados kelvin», sino simplemente «kelvin».
Coincidiendo el incremento en un grado Celsius con el de un kelvin, su importancia radica en el 0 de la escala: la temperatura de 0 K es denominada «cero absoluto», que corresponde al punto en el que las moléculas y átomos de un sistema tienen la mínima energía térmica posible. Ningún sistema macroscópico puede tener una temperatura inferior. A la temperatura medida en kelvin se le llama «temperatura absoluta» y es la escala de temperaturas que se usa en ciencia, especialmente en trabajos de física o química.
También en iluminación de fotografía, vídeo y cine se utilizan los kelvin como referencia de la temperatura de color. Cuando un cuerpo negro es calentado, emite luz de diferente color según la temperatura a la que se encuentra. De este modo, cada color se puede asociar a la temperatura a la que debería estar un cuerpo negro para emitir en ese color. Es necesario recalcar que la temperatura de color asociada a un cuerpo no está relacionada con su temperatura real. Por ejemplo, 1600 K es la temperatura de color correspondiente a la salida o puesta del sol. La temperatura del color de una lámpara de filamento de wolframio (tungsteno) corriente es de 2800 K. La temperatura de la luz utilizada en fotografía y artes gráficas es 5500 K (para considerarla «luz de día», lo que no impide que se usen otras partes de la escala para referirse a la luz de tungsteno o algunas lámparas led) y la del sol al mediodía con cielo despejado es de 5200 K. La luz de los días nublados es más azul y es 6000 K o más, llegando incluso a los 11 000 K.
Históricamente, la escala Kelvin se desarrolló a partir de la escala Celsius, de tal forma que 273.15 K era 0 °C (el punto de fusión aproximado del hielo) y un cambio de un kelvin equivalía exactamente a un cambio de un grado  Celsius. Esta relación sigue siendo exacta, pero las escalas Celsius, Fahrenheit y Rankine se definen ahora en términos de la escala Kelvin. El kelvin es la principal unidad de temperatura para la ingeniería y las ciencias físicas, mientras que en la mayoría de los países la escala Celsius sigue siendo la escala dominante fuera de estos campos. En Estados Unidos, fuera de las ciencias físicas, predomina la escala  Fahrenheit, empleándose la escala kelvin o Rankine para la temperatura absoluta.

## Historia

### Precursores

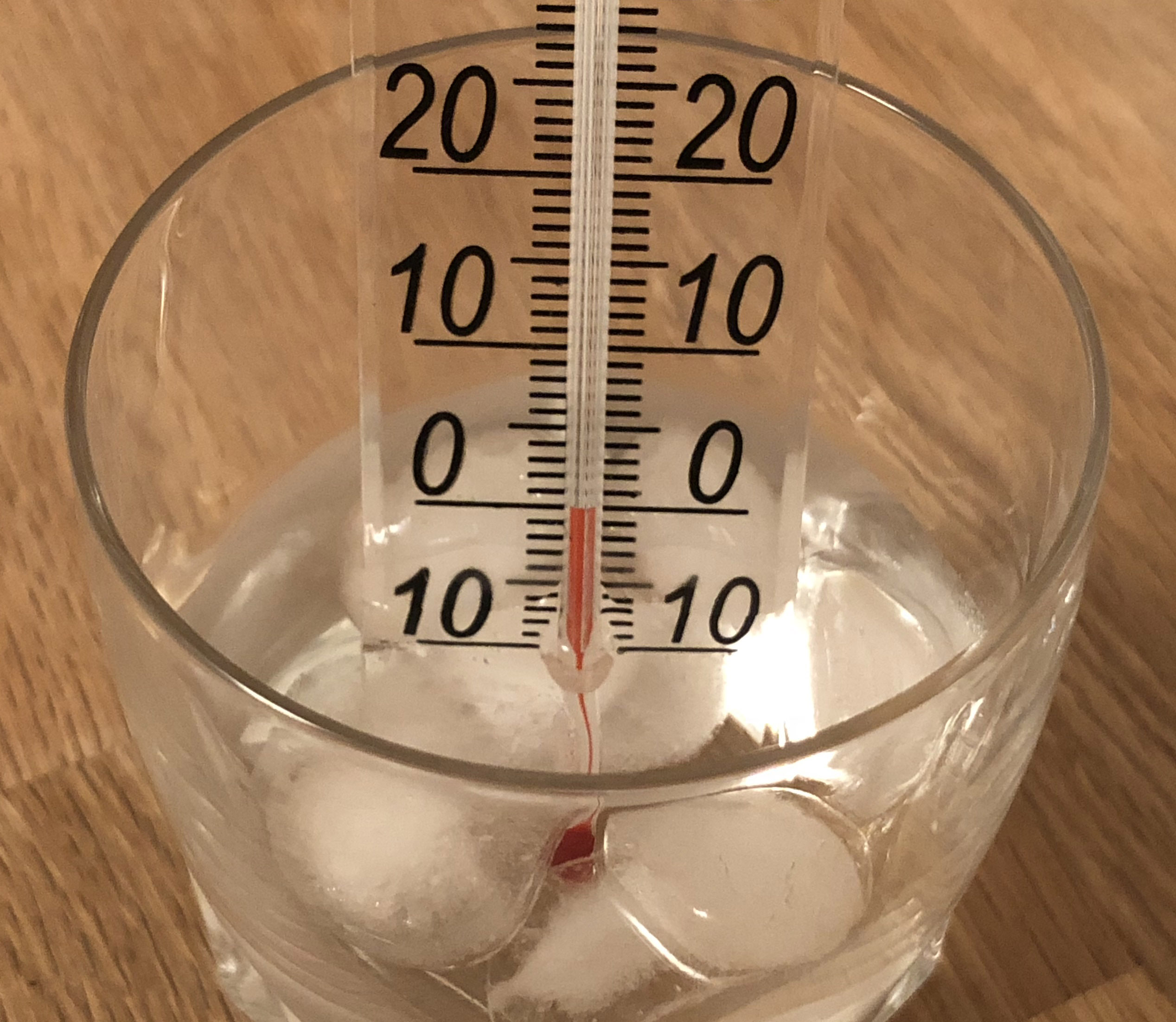
Un baño de agua con hielo ofrecía un punto de calibración práctico para los termómetros en una época anterior a que se comprendiera bien la naturaleza física del calor

Durante el siglo XVIII, se desarrollaron múltiples escalas de temperatura, especialmente  Fahrenheit y centígrados (más tarde  Celsius). Estas escalas eran anteriores a gran parte de la ciencia moderna de la termodinámica, incluyendo la teoría atómica y la teoría cinética de los gases que sustentan el concepto de cero absoluto. En su lugar, eligieron puntos definitorios dentro del rango de la experiencia humana que podían reproducirse fácilmente y con una precisión razonable, pero que carecían de cualquier significado profundo en la física térmica. En el caso de la escala Celsius (y de las desaparecidas  escala de Newton y  escala de Réaumur), el punto de fusión del agua sirvió como punto de partida, definiéndose Celsius, desde la década de 1740 hasta la de 1940, calibrando un termómetro de forma que
- El punto de congelación del agua es 0 grados.
- El punto de ebullición del agua es de 100 grados.

Esta definición supone agua pura a una presión específica elegida para aproximarse a la presión natural del aire a nivel del mar. Así, un incremento de 1 °C equivale a 1100 de la diferencia de temperatura entre los puntos de fusión y ebullición. Este intervalo de temperatura se convertiría en el patrón del kelvin.[cita requerida]

### Ley de Charles
Entre 1787 y 1802, fue determinada por Jacques Charles (sin publicar), John Dalton, y Joseph Louis Gay-Lussac que, a presión constante, los gases ideales expandían o contraían su volumen linealmente (ley de Charles) en aproximadamente a 1273 partes por grado Celsius de cambio de temperatura hacia arriba o hacia abajo, entre 0° y 100 °C. Esto sugería que el volumen de un gas enfriado a unos −273 °C llegaría a cero.

### Lord Kelvin

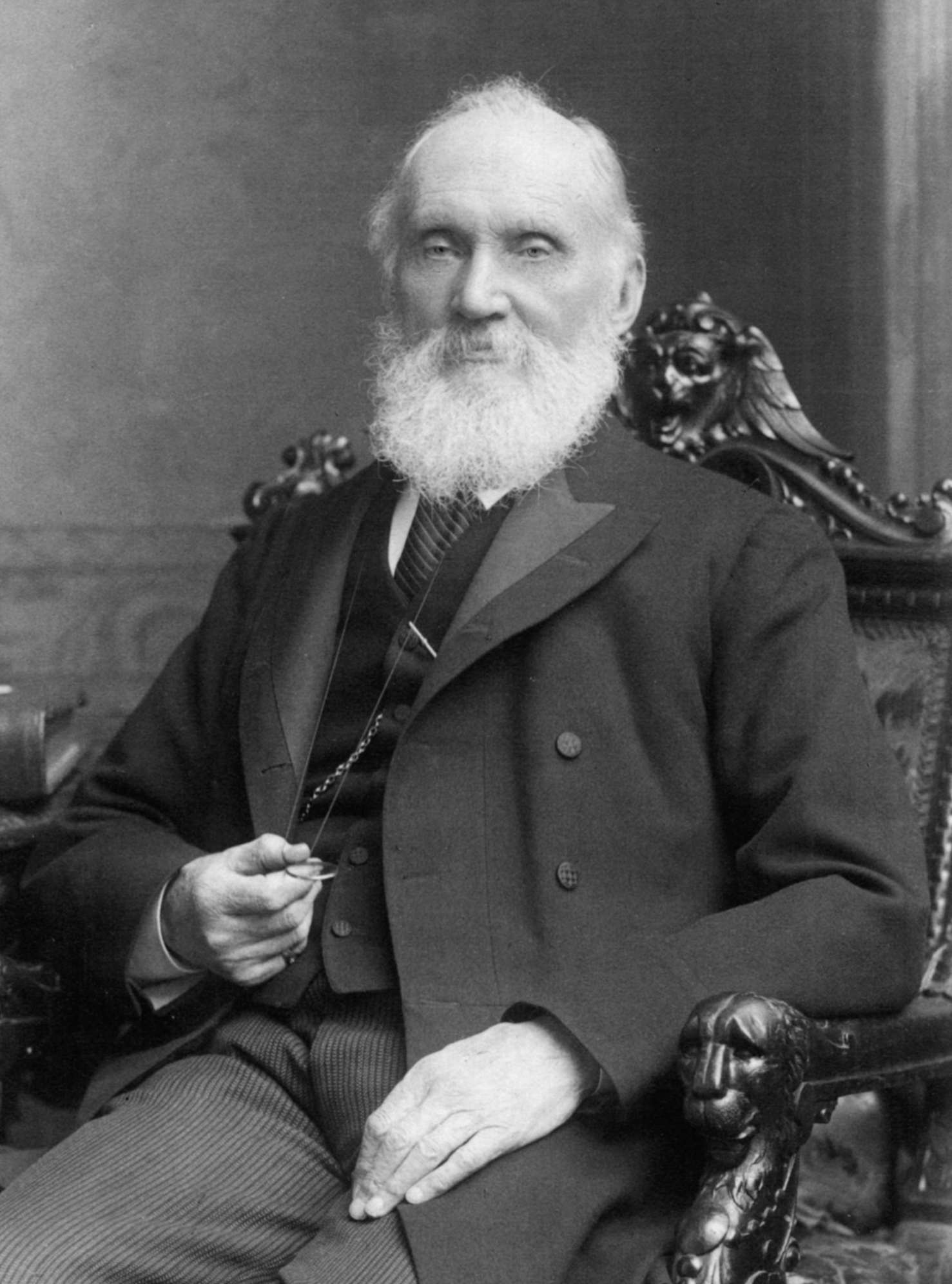
Lord Kelvin, el homónimo de la unidad de medida.

En 1848, William Thomson, que más tarde fue ennoblecido como Lord Kelvin, publicó un artículo Sobre una escala termométrica absoluta. Utilizando la pronto desaparecida teoría calórica, propuso una escala «absoluta» basada en los siguientes parámetros:
- El punto de fusión del agua es 0 grados.
- El punto de ebullición del agua es 100 grados.

«Los puntos arbitrarios que coinciden en las dos escalas son 0º y 100º».
- Dos motores térmicos cualesquiera cuya fuente y sumidero de calor estén separados por el mismo número de grados serán, según el teorema de Carnot, capaces de producir la misma cantidad de trabajo mecánico por unidad de «calórico» que pase por ellos.

La propiedad característica de la escala que ahora propongo es que todos los grados tienen el mismo valor; es decir, que una unidad de calor que desciende de un cuerpo A a la temperatura T° de esta escala, a un cuerpo B a la temperatura (T − 1)°, produciría el mismo efecto mecánico, cualquiera que fuese el número T. Esto puede ser justamente llamado una escala absoluta, ya que su característica es bastante independiente de las propiedades físicas de cualquier sustancia específica.

Como el teorema de Carnot se entiende en la termodinámica moderna simplemente para describir la máxima eficiencia con la que energía térmica se puede convertir en energía mecánica y la eficiencia máxima predicha es una función de la relación entre las temperaturas absolutas de la fuente de calor y el disipador de calor:
- Eficiencia ≤ 1 − temperatura absoluta del disipador de calortemperatura absoluta de la fuente de calor.

De ello se deduce que incrementos de igual número de grados en esta escala deben representar siempre aumentos proporcionales iguales de la temperatura absoluta. El valor numérico de una temperatura absoluta, T}, en la escala de 1848 está relacionado con la temperatura absoluta del punto de fusión del agua, Tmpw, y la temperatura absoluta del punto de ebullición del agua, Tbpw, por
- T (escala de 1848) = 100 (ln TTmpw) / (ln TbpwTmpw)

En esta escala, un aumento de 222 grados significa siempre una duplicación aproximada de la temperatura absoluta, independientemente de la temperatura de partida.
En una nota a pie de página, Thomson calculó que el «frío infinito» (cero absoluto, que tendría un valor numérico de infinito negativo en esta escala) equivalía a −273 °C utilizando los termómetros de aire de la época. Este valor de «−273» era el recíproco negativo de 0.00366 —el aceptado coeficiente de expansión térmica de un gas ideal por grado Celsius relativo al punto de hielo, dando una notable consistencia al valor actualmente aceptado—.[cita requerida]
En una década, Thomson había abandonado la teoría calórica y sustituido la escala de 1848 por una nueva basado en los 2 rasgos que caracterizarían todas las versiones futuras de la escala kelvin:
- El cero absoluto es el punto nulo.
- Los incrementos tienen la misma magnitud que en la escala Celsius.

En 1892, Thomson recibió el noble título de 1.er Barón Kelvin de Largs, o más sucintamente Lord Kelvin. Este nombre hacía referencia al río Kelvin que fluye por los terrenos de la Universidad de Glasgow.
En las primeras décadas del siglo XX, la escala Kelvin se denominaba a menudo «escala Celsius», indicando los grados Celsius contados a partir del cero absoluto en lugar del punto de congelación del agua, y utilizando el mismo símbolo para los grados Celsius normales, °C.

### Estándar de punto triple
En 1873, el hermano mayor de William Thomson James acuñó el término punto triple' para describir la combinación de temperatura y presión a la que las fases sólida, líquida y gaseosa de una sustancia eran capaces de coexistir en equilibrio termodinámico. Aunque dos fases cualesquiera pueden coexistir a lo largo de una serie de combinaciones de temperatura y presión (por ejemplo, el punto de ebullición del agua puede verse afectado drásticamente por el aumento o la disminución de la presión), la condición del punto triple para una sustancia dada sólo puede darse a una única presión y a una única temperatura. En la década de 1940, se había medido experimentalmente que el punto triple del agua se situaba en torno al 0.6 % de la presión atmosférica estándar y muy cerca de 0.01 °C según la definición histórica de Celsius entonces en uso.
En 1948, la escala Celsius se recalibró asignando a la temperatura del punto triple del agua el valor de 0.01 °C exactamente y permitiendo que el punto de fusión a presión atmosférica estándar tuviera un valor determinado empíricamente (y que el punto de fusión real a presión ambiente tuviera un valor fluctuante) cercano a 0 °C. Esto se justificó alegando que se consideraba que el punto triple proporcionaba una temperatura de referencia reproducible con mayor precisión que el punto de fusión.
En 1954, una vez determinado experimentalmente que el cero absoluto era aproximadamente −273.15 °C según la definición de °C entonces en uso, la Resolución 3 de la 10.ª Conferencia General de Pesas y Medidas (CGPM) introdujo una nueva escala Kelvin normalizada internacionalmente que definía el punto triple exactamente como 273.15 + 0.01 = 273.16 grados Kelvin.
En 1967, la Resolución 3 de la 13.ª CGPM cambió el nombre de la unidad de incremento de la temperatura termodinámica por «kelvin», símbolo K, en sustitución de «grado Kelvin», símbolo °K. El 13.º CGPM también sostuvo en su Resolución 4 que «El kelvin, unidad de temperatura termodinámica, es igual a la fracción 1273.16 de la temperatura termodinámica del punto triple del agua. »
Tras la redefinición del metro en 1983, el kelvin, el segundo y el kilogramo quedaron como las únicas unidades del SI no definidas con referencia a ninguna otra unidad.
En 2005, observando que el punto triple podía verse influido por la relación isotópica del hidrógeno y el oxígeno que componen una muestra de agua y que ésta era «actualmente una de las principales fuentes de la variabilidad observada entre las diferentes realizaciones del punto triple del agua», el Comité Internacional de Pesas y Medidas (CIPM), un comité del CGPM, afirmó que a efectos de delinear la temperatura del punto triple del agua, la definición del kelvin se referiría al agua que tuviera la composición isotópica especificada para el Agua Oceánica Media Estándar de Viena.

### Redefinición de 2019

El kelvin se fija ahora en términos de la constante de Boltzmann y el joule, definido a su vez por la frecuencia de transición hiperfina del cesio-133 y la constante de Planck. Tanto k como k _{B} se aceptan como abreviatura de la constante de Boltzmann.

En 2005, el CIPM inició un programa para redefinir el kelvin (junto con las demás unidades del SI) utilizando un método más riguroso desde el punto de vista experimental. En concreto, el comité propuso redefinir el kelvin tal que la constante de Boltzmann tome el valor exacto 1.380 650 5−23 J/K}}. El comité esperaba que el programa estuviera terminado a tiempo para su adopción por el CGPM en su reunión de 2011, pero en la reunión de 2011 la decisión se pospuso hasta la reunión de 2014, cuando se consideraría como parte de un programa más amplio.
La redefinición se volvió a posponer en 2014, a la espera de mediciones más precisas de la constante de Boltzmann en términos de la definición actual, pero finalmente se adoptó en la 26.ª CGPM a finales de 2018, con un valor de k = 1.380 649 × 10−23 K
A efectos científicos, la principal ventaja es que permite realizar mediciones a temperaturas muy bajas y muy altas con mayor precisión, ya que las técnicas utilizadas dependen de la constante de Boltzmann.  También tiene la ventaja filosófica de ser independiente de cualquier sustancia en particular. La unidad J/K es igual a kg⋅m2⋅s−2⋅K−1, donde el kilogramo, el metro y el segundo se definen en términos de la constante de Planck, la velocidad de la luz y la duración de la transición hiperfina del estado básico del cesio-133, respectivamente. Así pues, esta definición depende únicamente de constantes universales, y no de ningún artefacto físico como se practicaba anteriormente. El reto consistía en evitar degradar la precisión de las mediciones cercanas al punto triple.  A efectos prácticos, la redefinición pasó desapercibida; el agua sigue congelándose a 273.15 K (0 °C), y el punto triple del agua sigue siendo una temperatura de referencia de laboratorio de uso común.
La diferencia es que, antes de la redefinición, el punto triple del agua era exacto y la constante de Boltzmann tenía un valor medido de 1.380 649 03 × 10−23J/K, con una incertidumbre estándar relativa de 3.7 × 10−7. Después, la constante de Boltzmann es exacta y la incertidumbre se traslada al punto triple del agua, que ahora es 273.1600 K.
La nueva definición entró oficialmente en vigor el 20 de mayo de 2019, en el 144 aniversario de la Convención del Metro.

## Usos prácticos

### Temperatura de color
El kelvin se usa a menudo como una medida de la temperatura de color de las fuentes de luz. La temperatura de color se basa en el principio de que un radiador de cuerpo negro emite luz con una distribución de frecuencia característica de su temperatura. Los cuerpos negros a temperaturas por debajo de 4000 K aparecen de color rojizo, mientras que los de arriba sobre 7500 K aparecen azulados. La temperatura de color es importante en los campos de proyección de imágenes y fotografía, donde una temperatura de color de aproximadamente 5600 K se requiere para que coincida con las emulsiones de película de «luz del día». En astronomía, la clasificación estelar de las estrellas y su lugar en el diagrama de Hertzsprung-Russell se basan, en parte, en la temperatura de su superficie, conocida como temperatura efectiva. La fotosfera del Sol, por ejemplo, tiene una temperatura efectiva de 5778 K.
Las cámaras digitales y el software fotográfico suelen utilizar la temperatura de color en K en los menús de edición y configuración. La guía simple es que una temperatura de color más alta produce una imagen con tonos blancos y azules mejorados. La reducción en la temperatura del color produce una imagen más dominada por rojizos, colores «más cálidos».

### Kelvin como unidad de temperatura de ruido
Para la electrónica, el kelvin se usa como un indicador de cuán ruidoso es un circuito en relación con un ruido de fondo final, es decir, la temperatura de ruido. El llamado ruido de Johnson-Nyquist de resistencias y capacitores discretos es un tipo de ruido térmico derivado de la constante de Boltzmann y se puede usar para determinar la temperatura de ruido de un circuito usando las fórmulas de Friis por ruido.

## Múltiplos del SI
A continuación una tabla de los múltiplos y submúltiplos del Sistema Internacional de Unidades.
| Submúltiplos                                   | Submúltiplos | Submúltiplos |        | Múltiplos | Múltiplos    | Múltiplos |
| Valor                                          | Símbolo      | Nombre       | Valor  | Símbolo   | Nombre       |           |
| 10−1 K                                         | dK           | decikelvin   | 101 K  | daK       | decakelvin   |           |
| 10−2 K                                         | cK           | centikelvin  | 102 K  | hK        | hectokelvin  |           |
| 10−3 K                                         | mK           | milikelvin   | 103 K  | kK        | kilokelvin   |           |
| 10−6 K                                         | µK           | microkelvin  | 106 K  | MK        | megakelvin   |           |
| 10−9 K                                         | nK           | nanokelvin   | 109 K  | GK        | gigakelvin   |           |
| 10−12 K                                        | pK           | picokelvin   | 1012 K | TK        | terakelvin   |           |
| 10−15 K                                        | fK           | femtokelvin  | 1015 K | PK        | petakelvin   |           |
| 10−18 K                                        | aK           | attokelvin   | 1018 K | EK        | exakelvin    |           |
| 10−21 K                                        | zK           | zeptokelvin  | 1021 K | ZK        | zettakelvin  |           |
| 10−24 K                                        | yK           | yoctokelvin  | 1024 K | YK        | yottakelvin  |           |
| 10−27 K                                        | rK           | rontokelvin  | 1027 K | RK        | ronnakelvin  |           |
| 10−30 K                                        | qK           | quectokelvin | 1030 K | QK        | quettakelvin |           |
| Prefijos comunes de unidades están en negrita. |              |              |        |           |              |           |

Esta unidad del Sistema Internacional es nombrada así en honor a Lord Kelvin. En las unidades del SI cuyo nombre proviene del nombre propio de una persona, la primera letra del símbolo se escribe con mayúscula (K), en tanto que su nombre siempre empieza con una letra minúscula (kelvin), salvo en el caso de que inicie una frase o un título.
Basado en The International System of Units, sección 5.2.

## Temperatura y energía
La física estadística dice que en un sistema termodinámico la energía contenida por las partículas es proporcional a la temperatura absoluta, siendo la constante de proporcionalidad la constante de Boltzmann. Por eso es posible determinar la temperatura de unas partículas con una determinada energía, o calcular la energía de unas partículas a una determinada temperatura. Esto se hace a partir del denominado principio o teorema de equipartición. El principio de equipartición establece que la energía de un sistema termodinámico es

{\displaystyle E_{c}={\frac {n}{2}}k_{B}T}

donde:
- {\displaystyle k_{B}\,} es la constante de Boltzmann
- {\displaystyle T\,} es la temperatura expresada en kelvin
- {\displaystyle n\,} es el número de grados de libertad del sistema (por ejemplo, en sistemas monoatómicos donde la única posibilidad de movimiento es la traslación de unas partículas respecto a otras en las tres posibles direcciones del espacio, n es igual a 3).

## Carácter Unicode
El símbolo está codificado en Unicode en el punto de código U+212A K signo de kelvin. Sin embargo, este es un carácter de compatibilidad proporcionado para la compatibilidad con codificaciones heredadas. El estándar Unicode recomienda usar U+004B K letra mayúscula latina k en cambio; es decir, una capital normal K. «A tres símbolos parecidos a letras se les ha dado equivalencia canónica a letras regulares: U+2126 Ω signo de ohmios, U+212A K signo de kelvin, y U+212B Å signo de angstrom. En los tres casos, se debe utilizar la letra normal».